# Атчафалайя-Бейсин
Атчафалайя-Бейсин (англ. Atchafalaya Basin) — заболоченная местность на юге Луизианы, США. Является крупнейшим водноболотным комплексом Соединённых Штатов. Территория находится в дельте реки Атчафалайи. В отличие от других заболоченных территорий Луизианы, площадь дельты в Атчафалайа-Басин увеличивается без одновременного вымывания грунта с заболоченных участков.
В 1984 году на восточном берегу Атчафалайи основан национальный заповедник в пределах Атчафалайя-Басин, в котором сохраняются редкие виды растительности и уменьшающаяся популяция водоплавающих птиц и аллигаторов, а также обеспечено место для отдыха перелётных птиц.
Атчафалайя-Бейсин является местом действия фильма «Болотная акула».

## Галерея
- Вид с высоты птичьего полёта
- Мост имени луизианских десантников
- Панорама Атчафалайя-Бейсин